# Saint-Médard (Charente)
Saint-Médard ist eine französische Gemeinde mit 306 Einwohnern (Stand: 1. Januar 2022) im Département Charente. Sie gehört zum Arrondissement Cognac und zum Kanton Charente-Sud. 

## Geographie
Saint-Médard liegt etwa 29 Kilometer südwestlich von Angoulême. Die Nachbargemeinden sind Bellevigne im Norden, Vignolles im Nordosten und Osten sowie Barbezieux-Saint-Hilaire im Süden und Westen.

## Bevölkerungsentwicklung
| Jahr                       | 1962 | 1968 | 1975 | 1982 | 1990 | 1999 | 2006 | 2019 |
| -------------------------- | ---- | ---- | ---- | ---- | ---- | ---- | ---- | ---- |
| Einwohner                  | 286  | 264  | 237  | 257  | 257  | 271  | 239  | 319  |
| Quellen: Cassini und INSEE |      |      |      |      |      |      |      |      |

## Sehenswürdigkeiten
- Kirche Saint-Médard aus dem 13. Jahrhundert

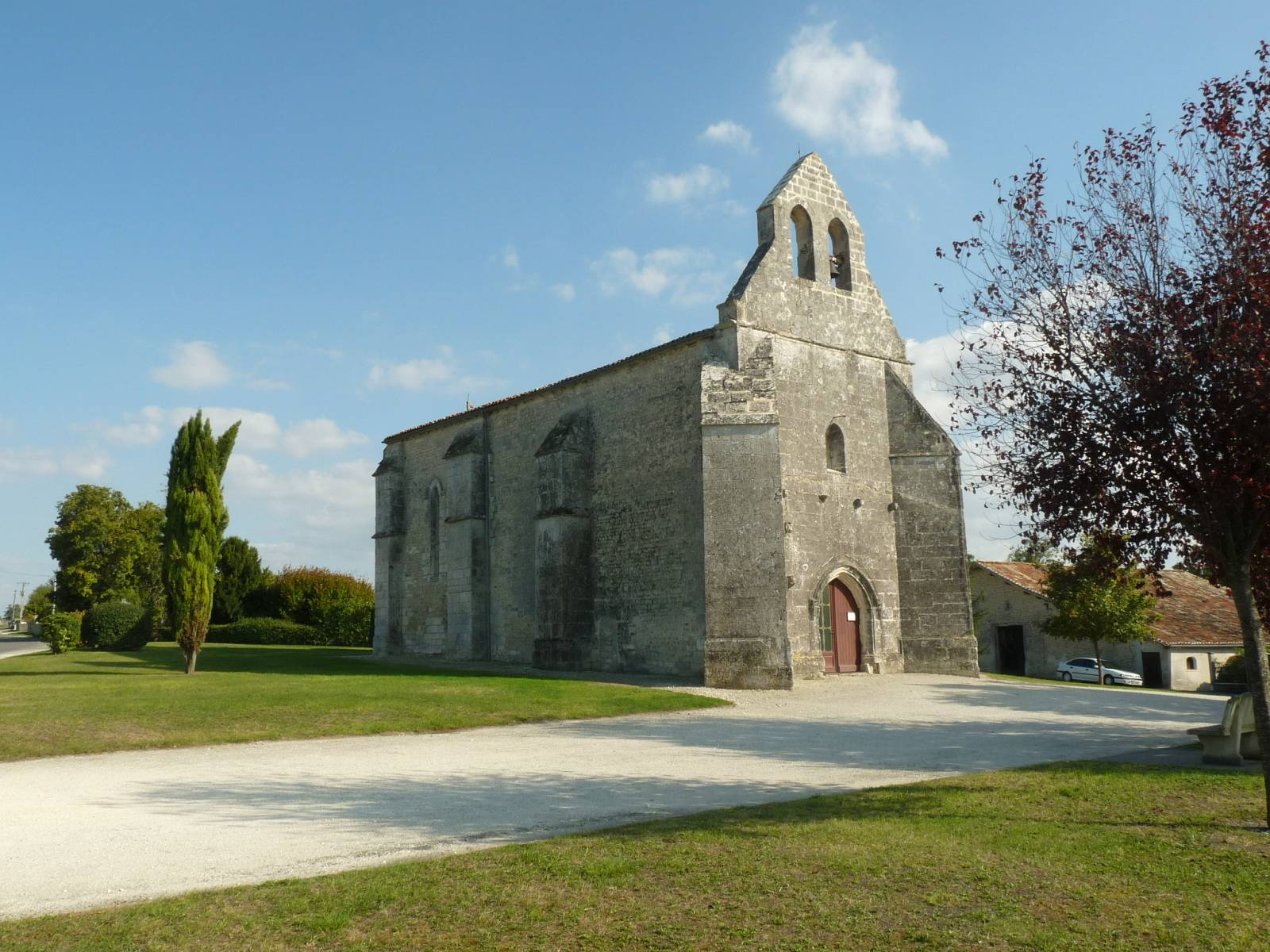
Kirche
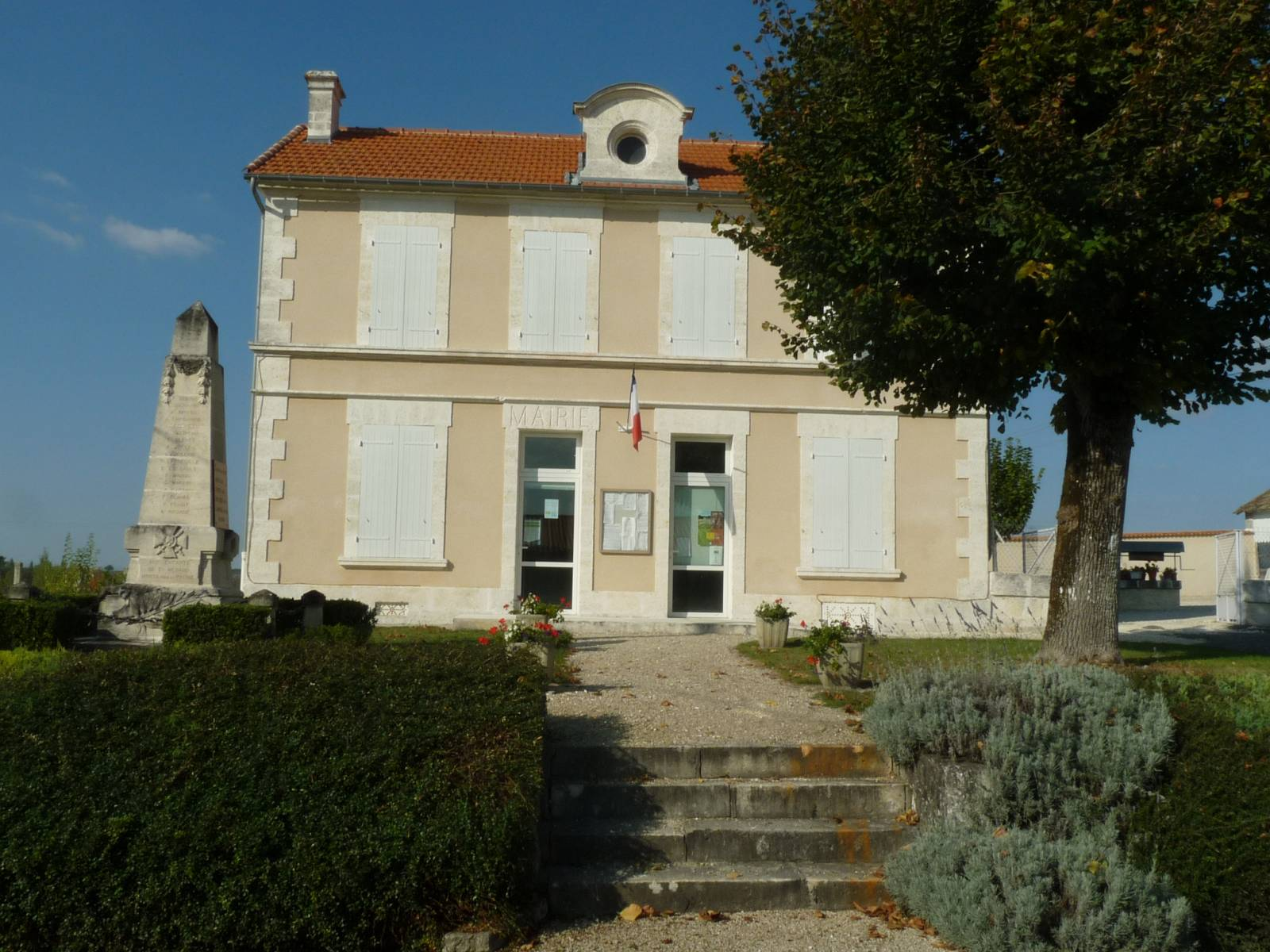
Rathaus

## Söhne und Töchter des Dorfes
- Élie Vinet (1509–1587), Humanist